# 陽気なヴァイオリン弾き (ホントホルスト)
『陽気なヴァイオリン弾き』（ようきなヴァイオリンひき、蘭: Een vrolijke vioolspeler、英: The Merry Fiddler）は、オランダ絵画黄金時代の画家ヘラルト・ファン・ホントホルストが1623年にキャンバス上に油彩で制作した絵画である。画面下部の欄干の上に「GHonthorst. ƒe. 1623」という画家の署名と制作年が記されている。作品は1824年に購入されて以来、アムステルダム国立美術館に所蔵されている。

## 作品

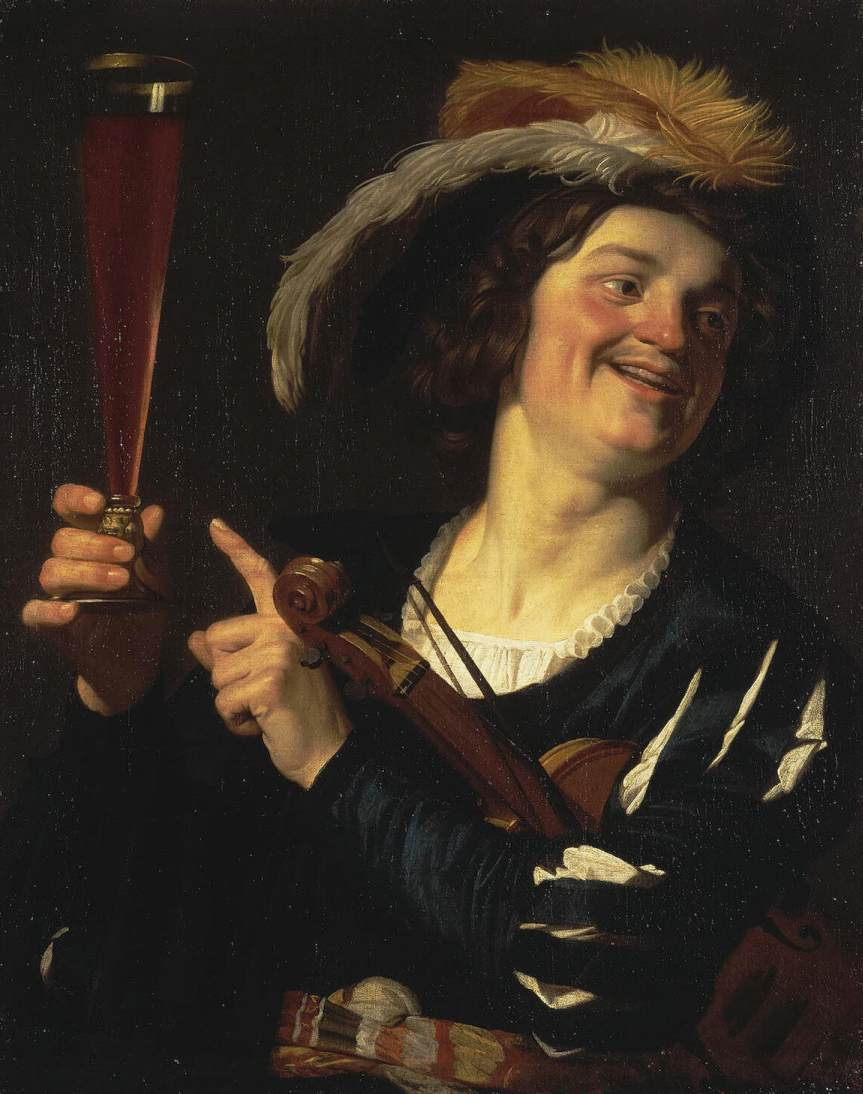
ヘラルト・ファン・ホントホルスト『陽気なヴァイオリン弾き』 (1624年)、エルミタージュ美術館、サンクトペテルブルク

17世紀の初めには何人かのオランダの画家がイタリアに旅行し、生々しい写実、光の影の劇的な対比「キアロスクーロ」で一世を風靡した巨匠カラヴァッジョに感化された。ホントホルストもその1人で、故郷のユトレヒトに帰郷した1620年以降、カラヴァッジョとその追随者の間で人気の高かった音楽家の半身像を数多く描いた。イタリアで彼は「ゲラルド・デッレ・ノッティ (夜景のヘラルト)」という名で知られていたが、彼の作品には光と影の劇的な対比を描いていないものもあり、本作はその代表的な作例である。
この絵画は、その大胆なトロンプルイユの手法で際立っている。豪華なイタリア的服装を纏い、ヴァイオリンを持った男が鑑賞者に向かって祝杯を上げ、笑いかけている。男は鑑賞者を驚かせるが、それは彼が欄干の上に身を乗り出し、画面を破って、鑑賞者の空間に入り込んでいるからである。男が押しのけている鮮やかな赤色の絨毯の質感描写もまた、作品のトロンプルイユ的効果を高めている。